# Адлісвіль
Адлісвіль (нім. Adliswil) — місто  в Швейцарії в кантоні Цюрих, округ Горген.

## Географія
Місто розташоване на відстані близько 95 км на північний схід від Берна, 7 км на південь від Цюриха.
Адлісвіль має площу 7,8 км², з яких на 46% дозволяється будівництво (житлове та будівництво доріг), 21% використовуються в сільськогосподарських цілях, 31% зайнято лісами, 2,1% не є продуктивними (річки, льодовики або гори).

## Демографія
2019 року в місті мешкало 18 944 особи (+14,8% порівняно з 2010 роком), іноземців було 37,8%. Густота населення становила 2438 осіб/км².
За віковим діапазоном населення розподілялося таким чином: 20,1% — особи молодші 20 років, 61,1% — особи у віці 20—64 років, 18,8% — особи у віці 65 років та старші. Було 8759 помешкань (у середньому 2,1 особи в помешканні).
Із загальної кількості 7507 працюючих 17 було зайнятих в первинному секторі, 726 — в обробній промисловості, 6764 — в галузі послуг.